# Château Rothschild (Boulogne-Billancourt)
Ne doit pas être confondu avec Château Rothschild (Reichenau an der Rax).
Pour les articles homonymes, voir Rothschild.
Le château Rothschild est un château situé à Boulogne-Billancourt en France dans les Hauts-de-Seine. Il a été construit de 1855 à 1861 dans le style Louis XIV à la demande du banquier James de Rothschild. Il était entouré de jardins « à la française » et « à l'anglaise » sur trente hectares. Le château fut longtemps un lieu de rencontres de la haute société.
Pillé par les Allemands et endommagé par les Américains pendant la Seconde Guerre mondiale, il a été ensuite vendu. Totalement abandonné, il tombe progressivement en ruine et est vandalisé. Très dégradé, il est acheté par le groupe immobilier Novaxia en 2016, qui a l'intention de le restaurer et probablement de construire des logements sur le terrain. Quinze hectares du parc subsistent en parc public, le reste est à l’abandon avec le château ou a fait place à divers aménagements et constructions.

## Histoire

### Le premier domaine
Joseph Fleuriau d'Armenonville, riche financier du secrétariat aux finances, fit construire sa résidence un peu avant 1703, sur un terrain de sept hectares au nord des Menus, le long de la route de Longchamp, à Boulogne. L'actuelle rue d'Alsace-Lorraine était l’avenue qui conduisait à la cour du château.
Ni la résidence ni le jardin n’eurent à connaître de grand développement puisque dès 1706, ses obligations de capitaine de La Muette et des chasses du bois de Boulogne feront résider Armenonville au château du Bois de Boulogne, surnommé château de Madrid, où il meurt en 1728.
Peut-être a-t-il logé à Boulogne son épouse secrète, la veuve Morin. La propriété passa ensuite à son fils Charles-Jean-Baptiste Fleuriau de Morville.
La propriété fut par la suite achetée par le comte Réal, homme politique de l'Empire qui, à la chute de Napoléon, cède la propriété au banquier Jean-Charles Davillier.

### Période faste sous la famille Rothschild

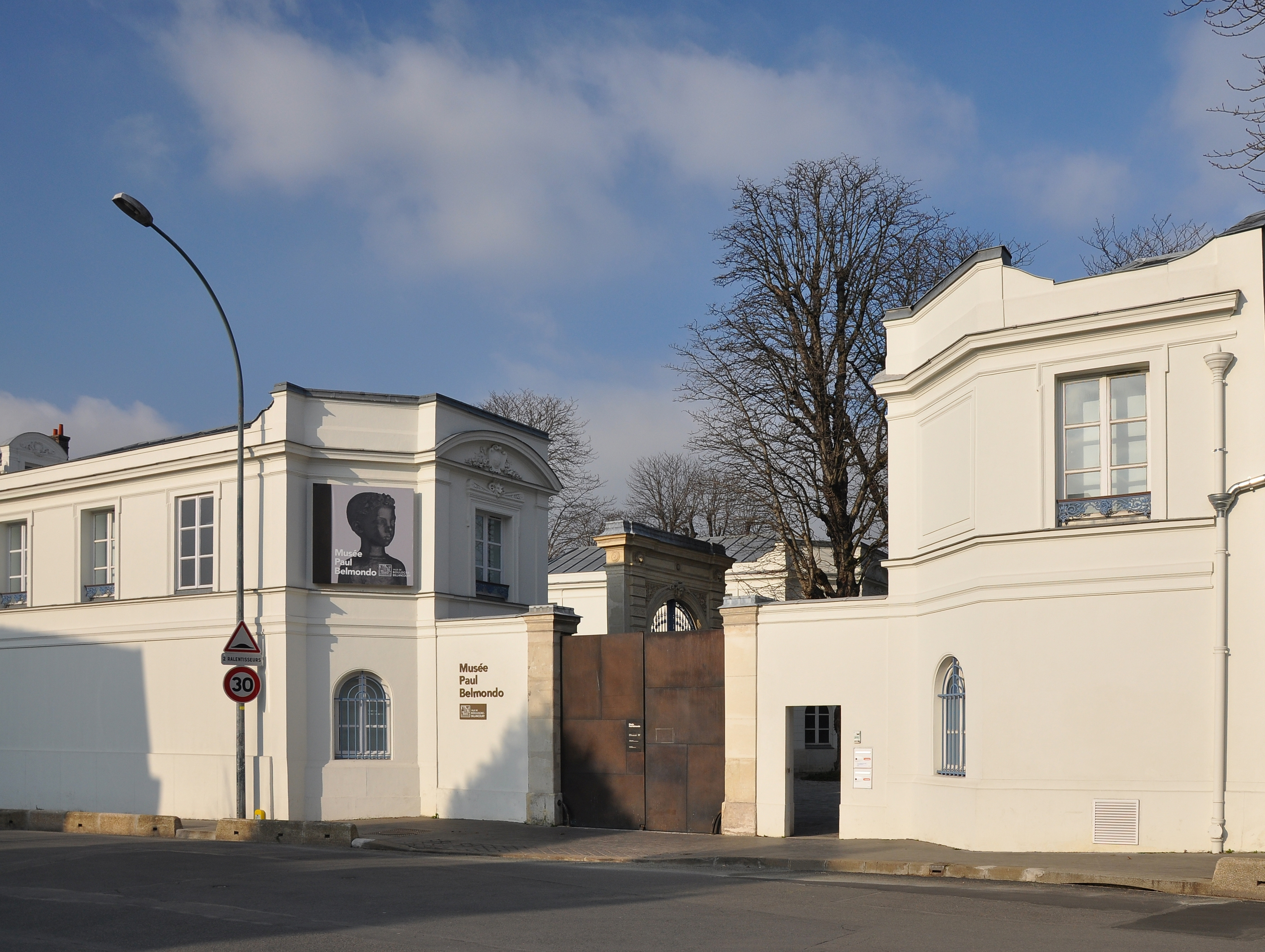
Portail du château de Buchillot, actuel musée Paul-Belmondo.

Jacob Rothschild, devenu James de Rothschild au printemps 1817 par diplôme exprès du prince Metternich, acheta ce domaine cette année-là et l’agrandit considérablement, allant jusqu’à barrer toute expansion de la future ville vers Longchamp par annexion de la route de l’Espérance qui reliait le bourg à l’abbaye de Longchamp.
En 1857 James de Rothschild annexa une folie voisine, le château de Buchillot, avec son vaste parc : autrefois appelé château de Meulant, cette folie du XVIIIe siècle est composée de trois bâtiments dont la cour est fermée par un porche. Cela permit de faire passer la superficie du parc de 8 à 30 hectares et eut pour conséquence de parachever la coupure de la ville de Boulogne d’avec Longchamp.

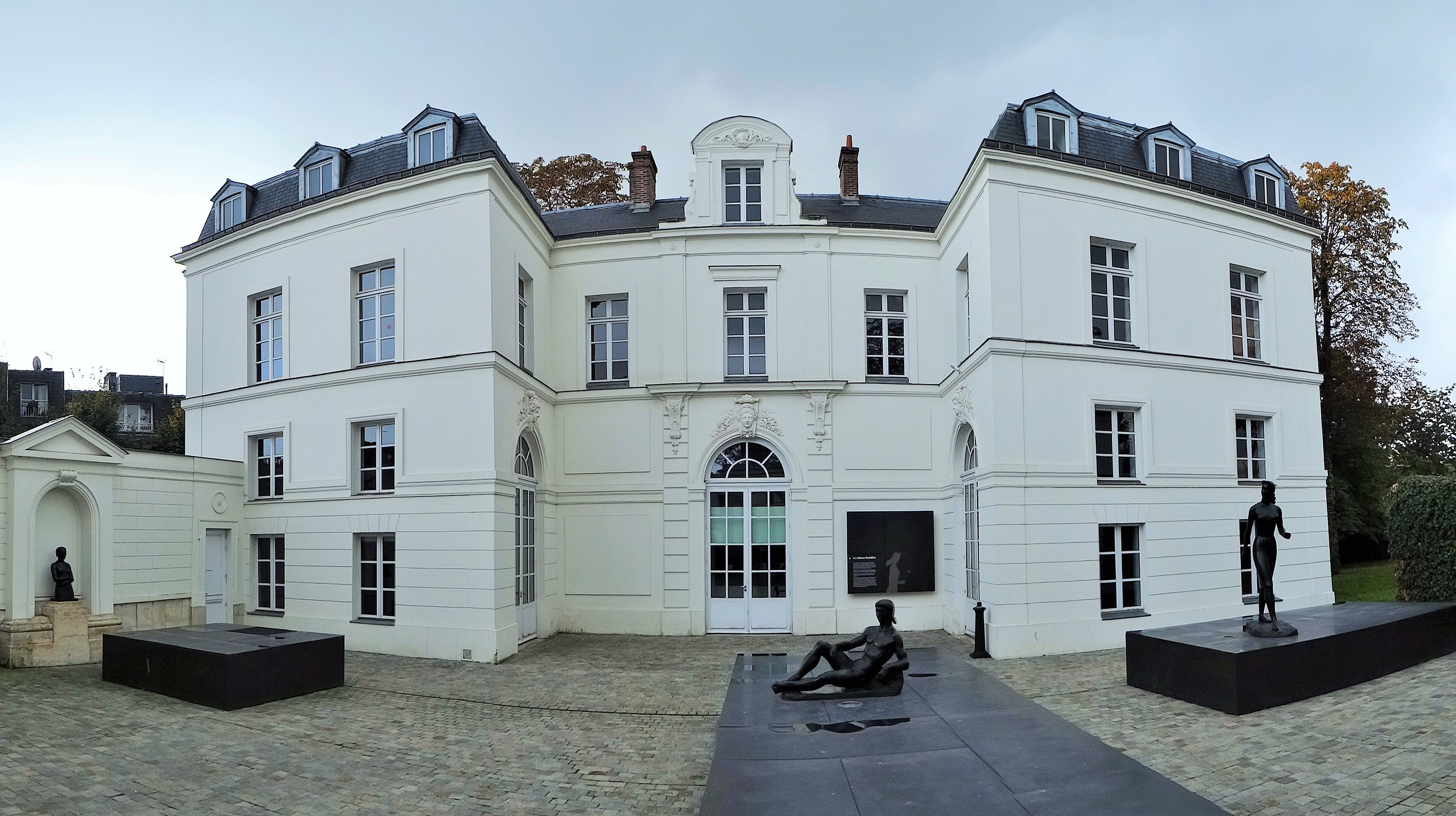
Château de Buchillot, côté cour.
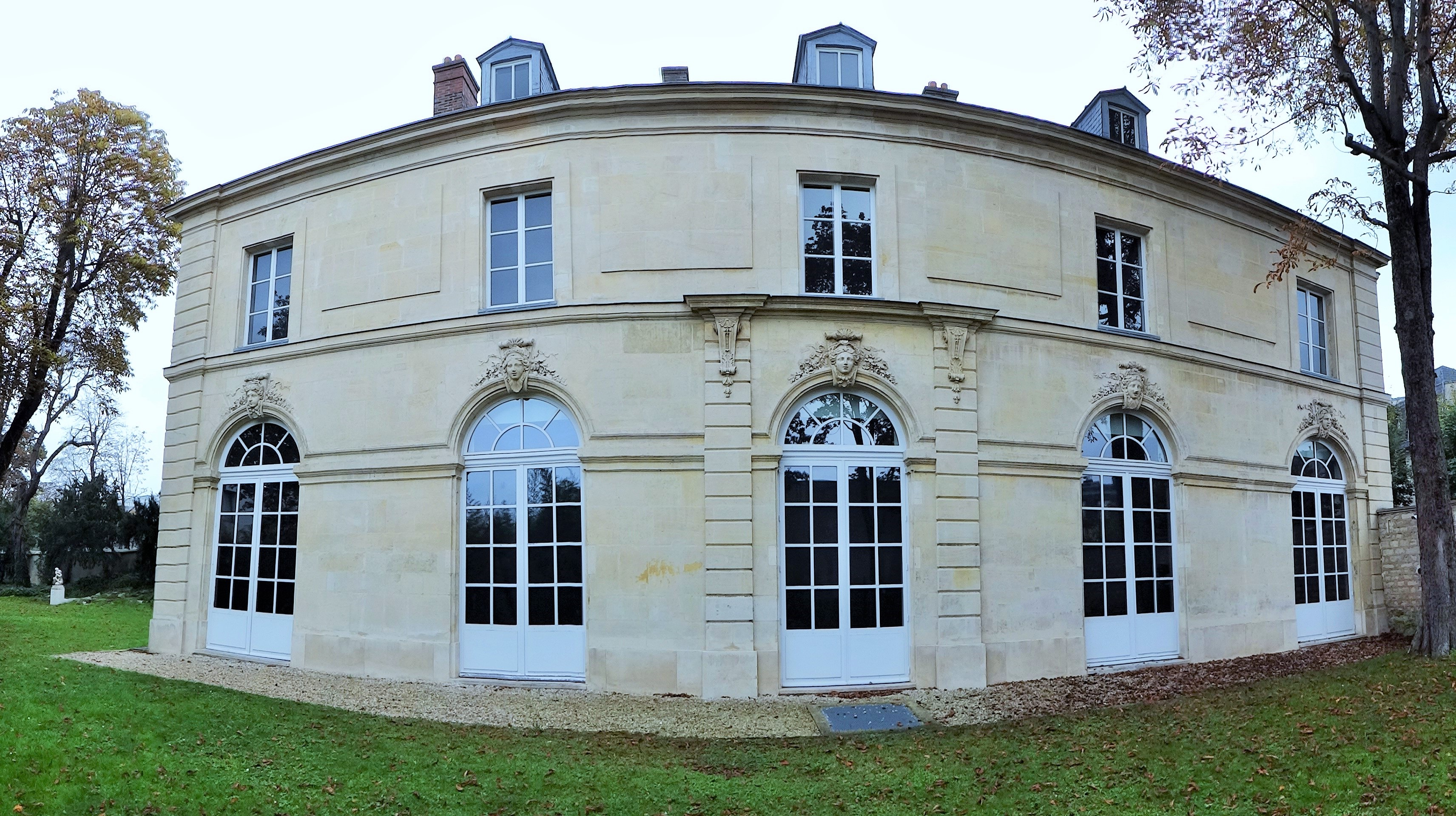
Château de Buchillot, côté jardin.

James de Rothschild fit entièrement reconstruire le château de 1855 à 1861 par l’architecte Joseph-Armand Berthelin dans le style Louis XIV,, en s’inspirant du château de Clagny. La décoration intérieure et les jardins à la française étaient d'Eugène Lami, le parc paysager à l'anglaise de Joseph Paxton et remanié par Loyre. L'entretien des jardins était assuré par soixante jardiniers.[réf. nécessaire]
Les jardins devinrent une référence pour les horticulteurs après 1879, année où La Gazette de la Société d’horticulture les décrivit en ces termes : « C’est l’un des parcs les plus grandioses, les plus accidentés et les mieux ornés des environs de Paris. »

#### Le jardin japonais
Ce fut une création voulue par Edmond de Rothschild qui, séduit par une présentation de végétaux d’ornement japonais à l’Exposition universelle de Paris de 1900, y acquit un lot de conifères cultivés en potiches apportés par un certain Hatta, qu’il engagea sur-le-champ (et qui passa le reste de son existence sans avoir revu son pays natal). Sur un hectare[réf. nécessaire], l’horticulteur de Tokyo put « multiplier les scènes et y introduire une magnifique collection de végétaux » ; le jardin fut achevé avant 1925 par le baron Edmond, qui en était devenu propriétaire après la mort de James (1868).
Une pagode dotée d’un étage formant terrasse panoramique et un kiosque servaient de « maison de thé », où le baron aimait se délasser seul, entouré de conifères nains et d’érables japonais.[réf. nécessaire] Clemenceau, amateur d’art asiatique et collectionneur, qui y fut invité en juillet 1925, évoqua brièvement le lieu dans une lettre. « Un parc éblouissant de fraîcheur par l'effet des pluies. Un jardin japonais comme il n'y en a pas peut-être au Japon (…). Les convives partis, nous allons nous asseoir au fond d'une maison japonaise et nous parlons à tort et à travers. » La demeure, son parc et ses jardins sont mentionnés dans Les Jardins de la fortune de Marcel Gaucher (1985), fils du nouveau régisseur du parc, en 1924 .
Toutefois, à partir de 1934, à la suite du décès d'Edmond de Rothschild, le parc fut entretenu par sa fille Miriam-Alexandrine qui, attirée par le style anglais, décida de ne plus planter de jardin « à la Française ».

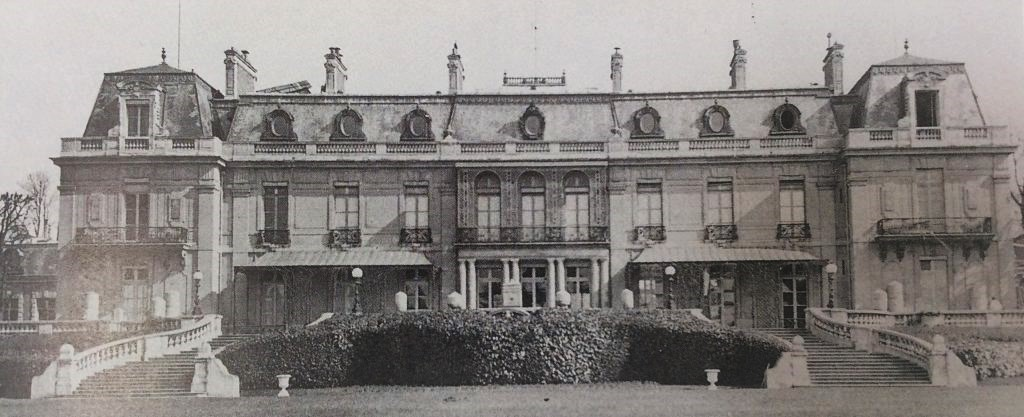
Le château Rothschild vers 1930.

### L’Occupation: le début de la fin
La famille Rothschild fuit en Grande-Bretagne en 1939 en abandonnant leur château devant la menace allemande grandissante.
Pendant l’Occupation, du 1er juillet 1940 au 19 août 1944, les Allemands installèrent l’état-major de la Kriegsmarine dans la propriété et renvoyèrent le régisseur[réf. nécessaire]. Les œuvres d’art, meubles, tableaux, statues, la collection de potiches japonaises, furent envoyés en Allemagne. L’installation de ce haut commandement préserva le château et le parc jusqu’à la Libération.
En septembre 1944, les Américains firent du château des Rothschild évacué par la Kriegsmarine un centre de transit. Les pagodes, les portiques, les ponts, les kiosques, les arbres du parc servirent de bois de chauffage, le reste de la décoration intérieure disparut. Le parc subit le saccage des poids lourds auxquels il servait de stationnement.
À son retour, la famille Rothschild, dont tous les membres, hormis Edmond, officier, avaient été déchus le 6 septembre 1940 de leur nationalité par la France, découvrit son château saccagé et ne revint pas y habiter.

### Amputation du domaine puis abandon du château
En 1944, il fut prévu de reconstruire l’hôpital Ambroise-Paré, détruit par des bombardements, à l’emplacement de la cour du château. La décision, entérinée en 1948 par le ministère de la Reconstruction, reçoit l'opposition de Miriam-Alexandrine de Rothschild.
En 1951, le classement au titre des monuments historiques du château de Buchillot (alors en mauvais état) puis le classement du parc du château aidèrent à protéger le domaine,,. Finalement, Miriam-Alexandrine de Rothschild accepta l'expropriation en 1962 et céda les six hectares demandés. L'édification de l'hôpital commence en 1965 et est terminée en 1969.
En 1974, le château servit de décor pour le tournage d'India Song de Marguerite Duras. La même année, la partie Sud du parc (qui se prolongeait jusqu'à la rue de l'Abreuvoir) fut éventrée par la construction de la liaison entre l'autoroute A13 (qui s'arrête alors au pont de Saint-Cloud) et le périphérique parisien — liaison passant par le viaduc de Saint-Cloud qui surplombe la Seine et par un tunnel au Nord de Boulogne-Billancourt.
Le château de Buchillot fut alors séparé du reste du parc. D'autres constructions furent réalisées par la suite dans la partie du parc séparée par l'autoroute. Marguerite Duras tourna également au château Son nom de Venise dans Calcutta désert, sorti en 1976. Dans les films, on peut voir un château en mauvais état, vide, dont les pierres de la façade sont par endroits endommagées et dans lequel des carreaux sont cassés, la peinture s’écaille, les tapisseries se décollent, des cheminées sont arrachées, les mauvaises herbes apparaissent dans les jardins, mais les boiseries sont encore présentes.
Le baron Edmond de Rothschild céda en 1979 quinze hectares du parc pour un franc symbolique à la mairie de Boulogne, qui l'aménagea en conservant la plupart des éléments décoratifs subsistants (pièce d’eau, rocaille, arbres remarquables) et l'ouvrit au public[réf. nécessaire]. En contrepartie, un hectare et demi du parc (au Nord-Est) fut loti et devint « la villa Alexandrine ».
Le château et la parcelle autour, dite « des Canadiens » (d'environ deux hectares), furent vendus par le baron en 1986 à la société néerlandaise Jogo BV, détenue par le cheik saoudien Khalid Abdulaziz Al Ibrahim, pour quarante-cinq millions de francs, l'acte de vente précisant que « d’importants travaux de restructuration » auraient lieu.

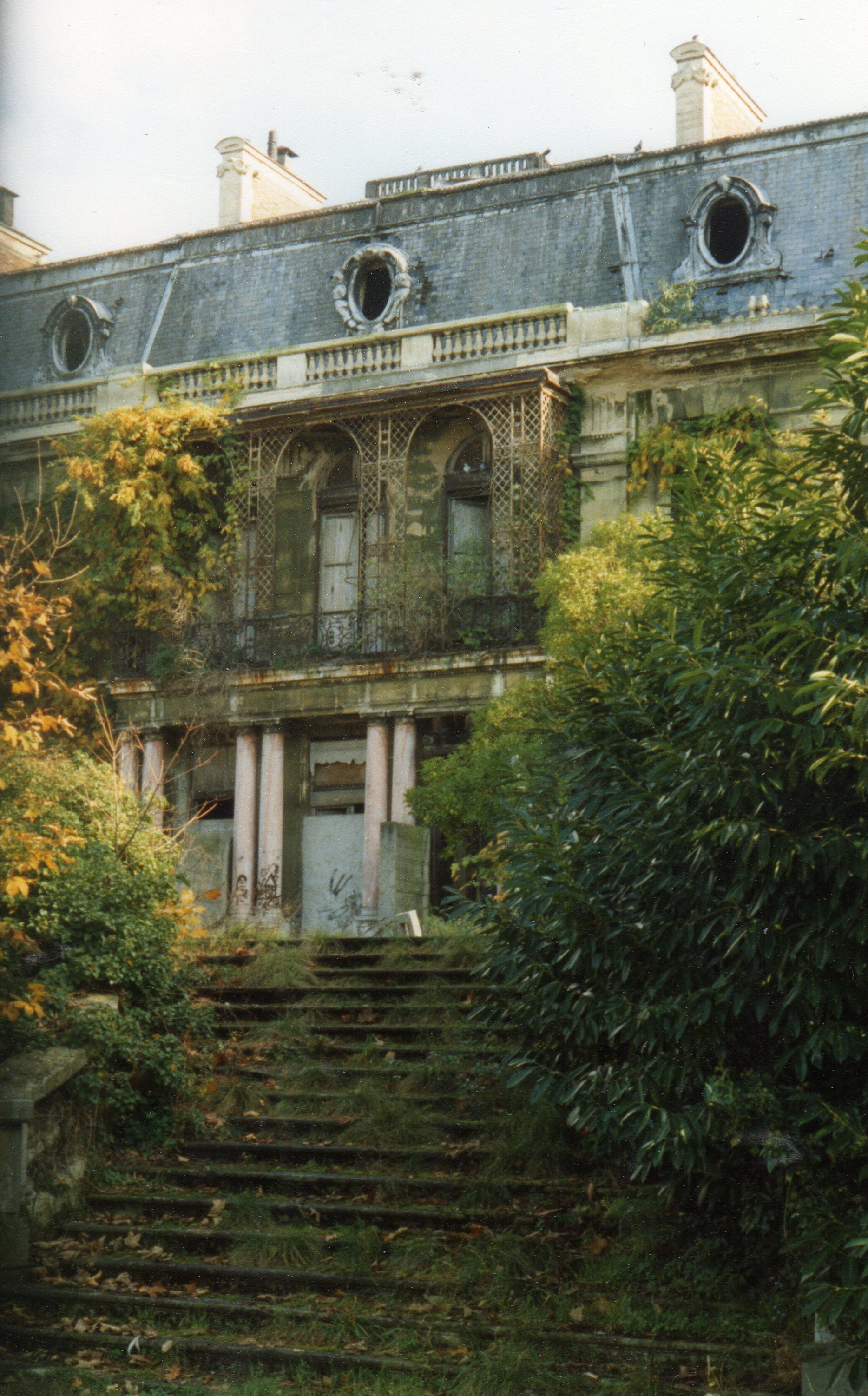
Le château en octobre 1995.

Le château fut cependant abandonné et victime du temps et des vandales. Deux incendies, en 1994 puis en 2003, le détruisirent partiellement et entraînèrent la prise de deux arrêtés de péril imminent, sans effet, bien que le château Rothschild soit un monument historique en 1997. Un projet d’hôtel de luxe envisagé par les groupes Lucien Barrière et Bouygues entre 1999 et 2001 n’aboutit pas à cause de l’ampleur des travaux et du coût,. Il en fut de même pour un projet de maison de retraite de luxe. En juin 2003, à la suite du deuxième incendie, la mairie de Boulogne entama finalement une procédure d’expropriation en raison d’« abandon manifeste ». Rapidement, le prince Khalid I Abdulaziz al-Ibrahim vint rencontrer le maire, s’engageant à effectuer près de 120 000 € de travaux d’urgence, ce qui interrompit la procédure. Toutefois, en 2007, rien n’avait été fait. Une acquisition et restauration par le Conseil général, ou encore l’acquisition de la parcelle des Canadiens par la ville pour agrandir le parc public, furent un temps envisagés.
Le château de Buchillot, qui n’était plus qu’une coquille vide, propriété de la ville de Boulogne-Billancourt, fut extérieurement restauré et intérieurement réaménagé de façon contemporaine à partir de 2007. Il abrite depuis 2010 le musée Paul Belmondo.
Dans les années 2000, le château Rothschild fut muré et une partie de la toiture bâchée, bien que celle-ci ne résista pas plus que quelques années. Le château était alors en ruine, vandalisé, partiellement incendié, couvert de graffitis, avec le toit en bonne partie effondré (à l’origine d’infiltrations d’eau), les balcons étayés, des planchers, cheminées et boiseries arrachés, la balustrade devant le toit largement disparue, de même que les garde-corps métalliques ouvragés des fenêtres et balcons, et les pierres des façades noircies sont en de nombreux endroits très usées avec des morceaux manquants,. À cela s’ajoutent les dégâts causés par la mérule dans les étages et la végétation sur le bâtiment. Des deux pavillons situés près du château, incendiés, ne restent plus que les murs et les restes de la charpente calcinée,.

Le château en 2012
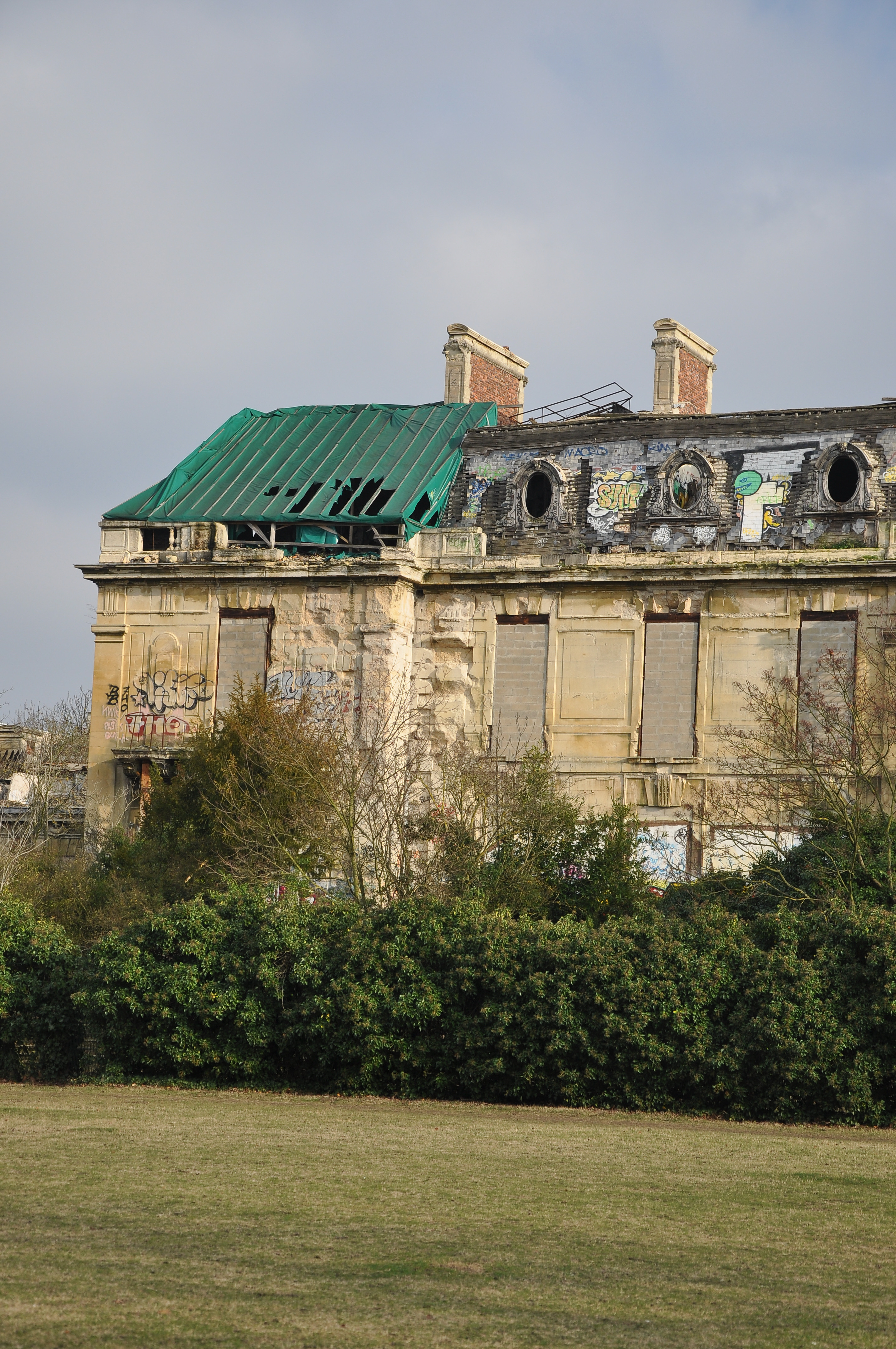
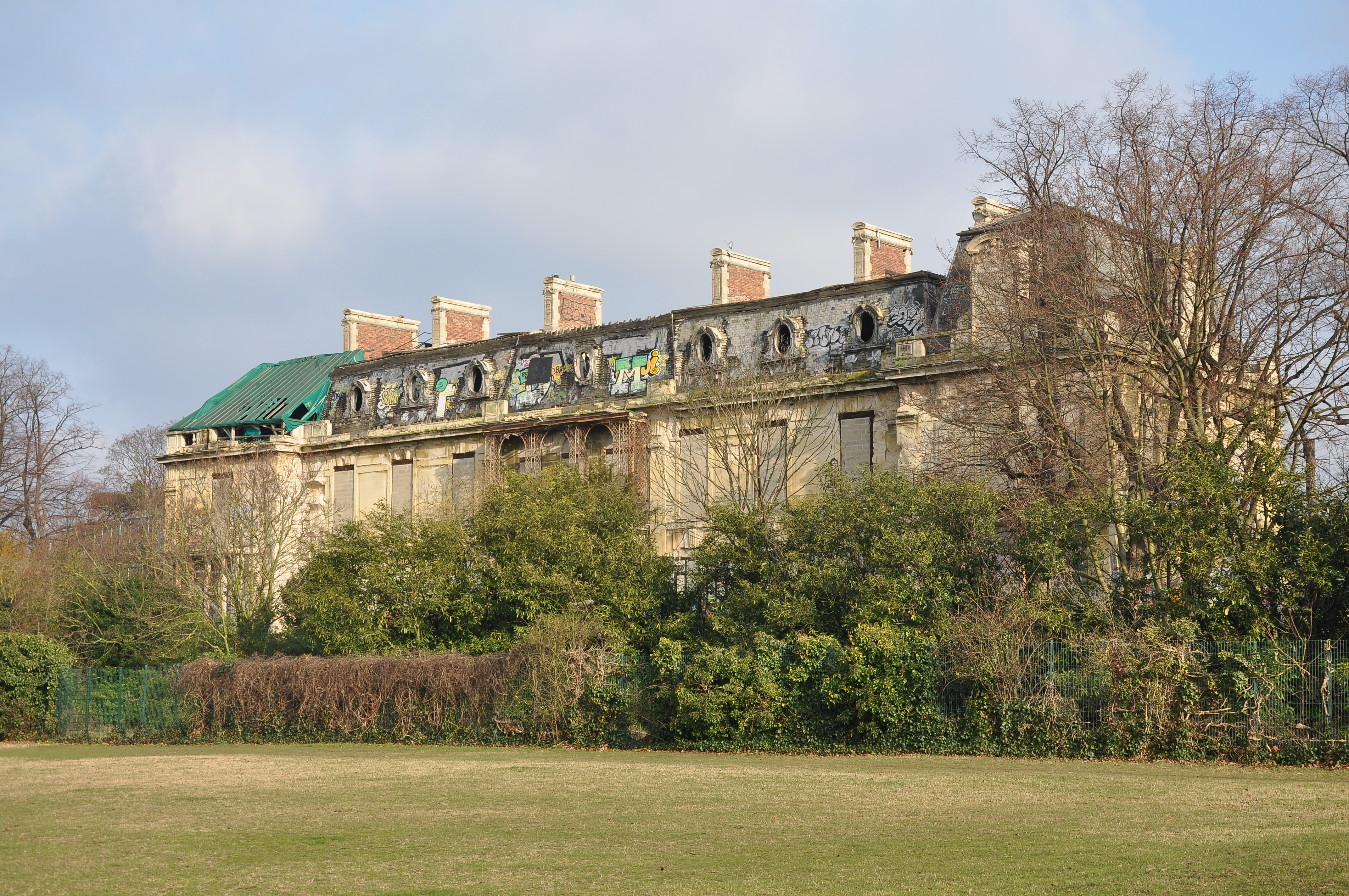
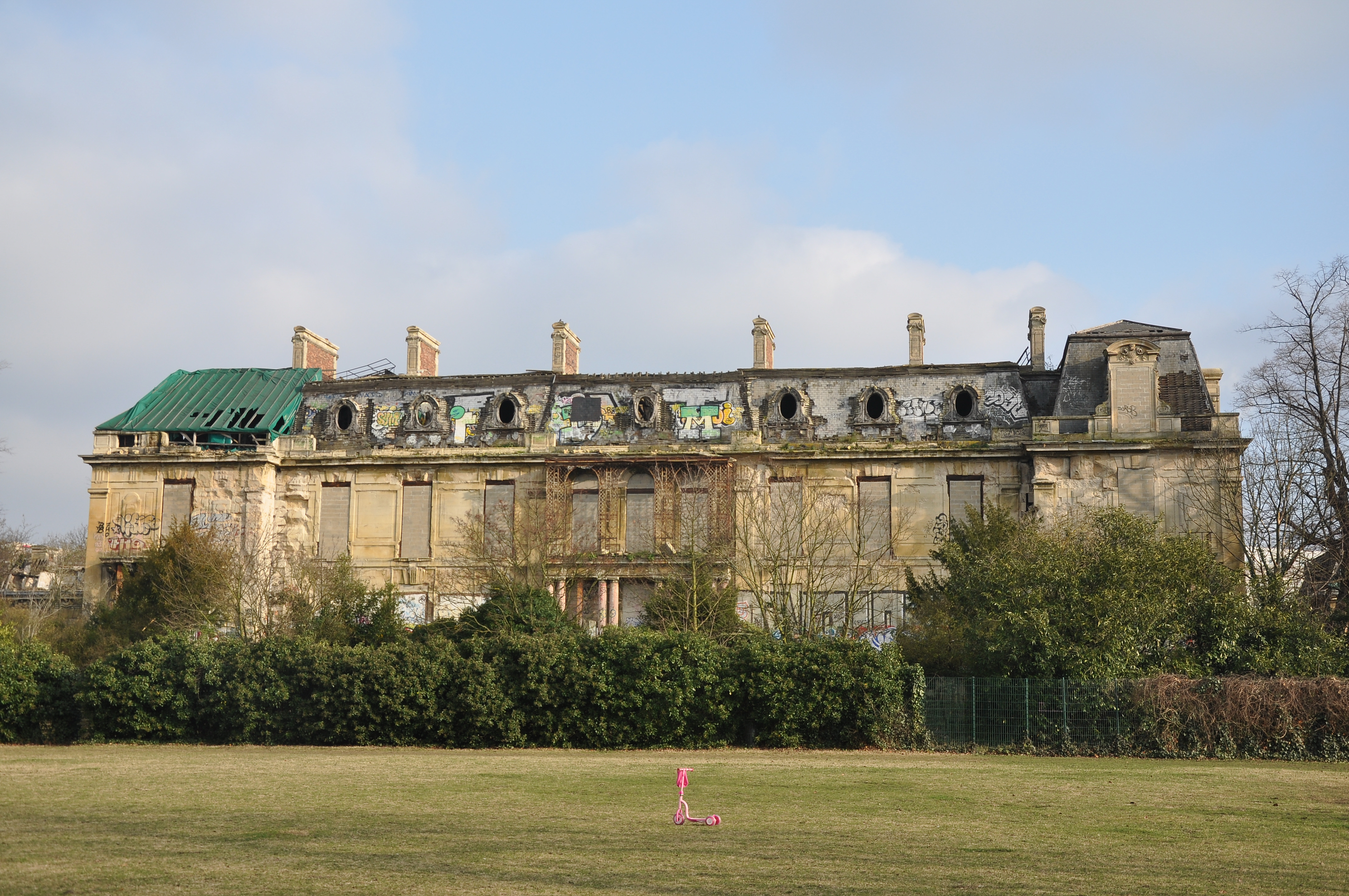
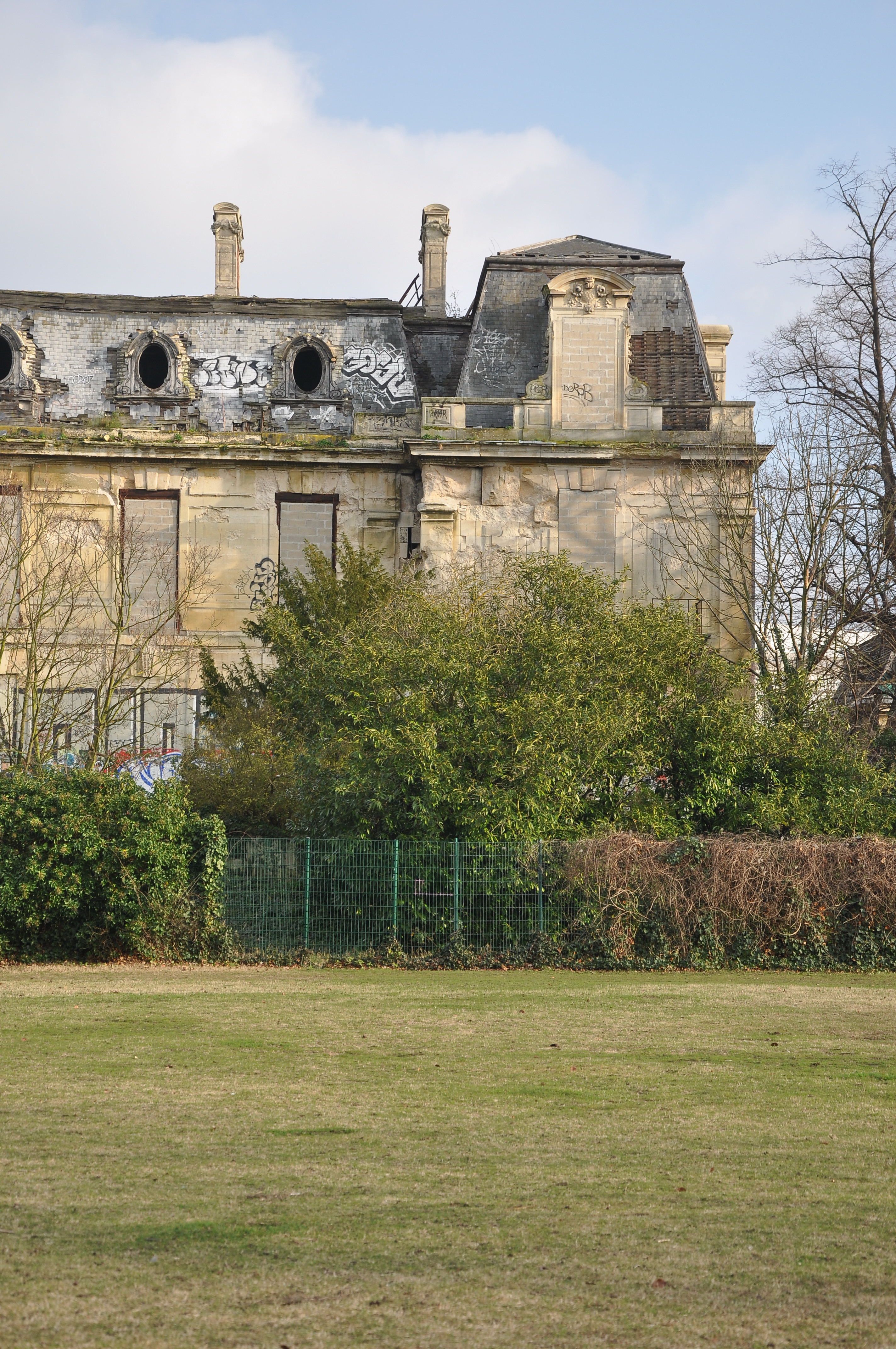

En 2013, la restauration fut estimée à 50 millions d’euros, dont 18 millions pour la seule mise hors d’eau et hors d’air. Elle pourrait être financée par un lotissement supplémentaire, sur la parcelle des Canadiens. Début juillet, une fête accueillant une centaine de personnes est illégalement organisée dans le château ruiné.
En mai 2016, le groupe immobilier Novaxia fait l’acquisition de la société Jogo BV détenant le château et jusque-là détenue par un neveu du roi d’Arabie saoudite. Basée aux Pays-Bas, elle est rebaptisée Novaxia Château Boulogne BV et est destinée à porter le projet. L'objectif du groupe est de réhabiliter le château dans l’esprit du schéma directeur validé par la mairie, les architectes des bâtiments de France et la commission nationale des sites en 2011. La transaction s’élève à au moins dix millions d’euros, plus de vingt millions supplémentaires seront probablement nécessaires pour la restauration. Des travaux d’urgence et de sécurisation sont rapidement entrepris (bâchage complet du toit, filet de sécurité au plafond, rambardes temporaires dans les escaliers…) et il est ouvert au public, pour la première fois de son existence, lors des journées du patrimoine de 2017.
Au départ, le château devait être restauré et quatre immeubles devaient être construits sur les terrains adjacents pour financer l’opération. Le projet a néanmoins été revu à la baisse. En octobre 2019, la mairie et le promoteur ont annoncé qu'aucune construction supplémentaire ne serait implantée sur les terrains adjacents. Les travaux devaient débuter en septembre 2020.

## Le château
Le château de deux étages, dont un mansardé, est de style néo-Louis XIV et s’inspire du château de Clagny. Les façades principales de la demeure, se développant sur 120 mètres, sont en pierre claire. Le corps de logis rectangulaire est flanqué de deux pavillons en légère saillie. Le toit mansardé est en ardoise et zinc et surplombé de six hautes cheminées ; les combles sont percés d'oculi et d'œils-de-bœuf moulurés. La décoration intérieure a été confiée à Eugène Lami.
Les balcons, soutenus par des colonnes de marbre rouge du Languedoc aux chapiteaux de marbre blanc, évoquent la cour de marbre du château de Versailles. Côté jardin, sur le balcon central, se trouvait une verrière décorée de panneaux de mosaïques colorés dont il ne reste plus que le squelette métallique rouillé.
À l'intérieur, le rez-de-chaussée s'articule autour de la grande galerie desservant deux salles à manger, un grand et un petit salon, une bibliothèque, un vestibule et un salon « Boucher ». Au premier étage se trouvaient les appartements du baron et de la baronne, au deuxième ceux des enfants et des domestiques.
La terrasse, bordée d’une balustrade, est reliée au jardin par un double escalier.
Deux petits pavillons carrés d'un niveau se situent côté cour de part et d'autre du château, à proximité de celui-ci. Construits en brique avec des chaînages de pierre, ils présentaient également une couverture mansardée d'ardoise et de zinc.

## Le parc
Les façades principales de la demeure étaient prolongées par deux terrasses latérales plantées d’une double rangée de tilleuls taillés « en berceau » ; le parc de 30 hectares, tracé et planté, jouxtait le bois de Boulogne – que Napoléon III faisait alors aménager pour les Parisiens par Varé et Alphand – longeait la Seine et côtoyait le quartier dit « des Menus Plaisirs ».
Le jardin à la française, parallèle au saut-de-loup du bois de Boulogne et en bordure du boulevard Anatole-France, rendu invisible par une haie d’arbustes de trois mètres de haut, avait un parterre de 180 mètres sur 60, orné de broderies de buis et de séries de rosiers greffés sur tige et un grand bassin rond central. Jusqu’en 1939, il fut fleuri de 40 000 géraniums en quatre variétés roses et une blanche – produits à partir de 100 000 boutures – plus les plantes de bordures. Le parc se compose d'un jardin à l'anglaise, d'un à la française (disparu sous l'hôpital Ambroise-Paré), autour du château, du « Routin » (1924) qui est un jardin paysager d'aspect sauvage autour d'un ruisseau, et d'un jardin japonais fait par Hatta, spécialiste venu de Tokyo (années 1900-1925, plus dans son état initial).
Le parc et les cultures étaient sillonnées d’un double réseau de canalisations. Couvrant également la superficie du domaine, une prise d’eau en Seine (avec une crépine face au quai du Quatre-Septembre complétée par une station de pompage équipée d’une machine à vapeur alimentée au charbon, aspirait l’eau du fleuve et la refoulait vers de grands réservoirs dans le haut du parc.
Une grande orangerie provenant de l'île de Puteaux, vendue par James de Rothschild après 1848, abritait l’hiver camélias arborescents, grenadiers, myrtes, mimosas, aloès, agaves, qui étaient disposés dehors en été, et une quinzaine de gros orangers en caisses, que début mai un chariot tiré par quatre percherons transportait dans la cour d'honneur.
Le parc présente un ensemble d'arbres remarquables et classés dont un tilleul de Hollande (Tilia platyphyllos Scop.) d'une hauteur de 20 mètres : ce sujet possède une taille monumentale et un port naturel grâce à la position isolée qu'il occupe sur la grande pelouse qui va du château à la pièce d'eau. Âgé de plus de 160 ans, il ne présente aucun signe de dégénérescence, tandis que le tassement du sol à son pied reste limité.
Le parc a depuis été significativement transformé et est ouvert au public.

### Le parc Edmond de Rothschild

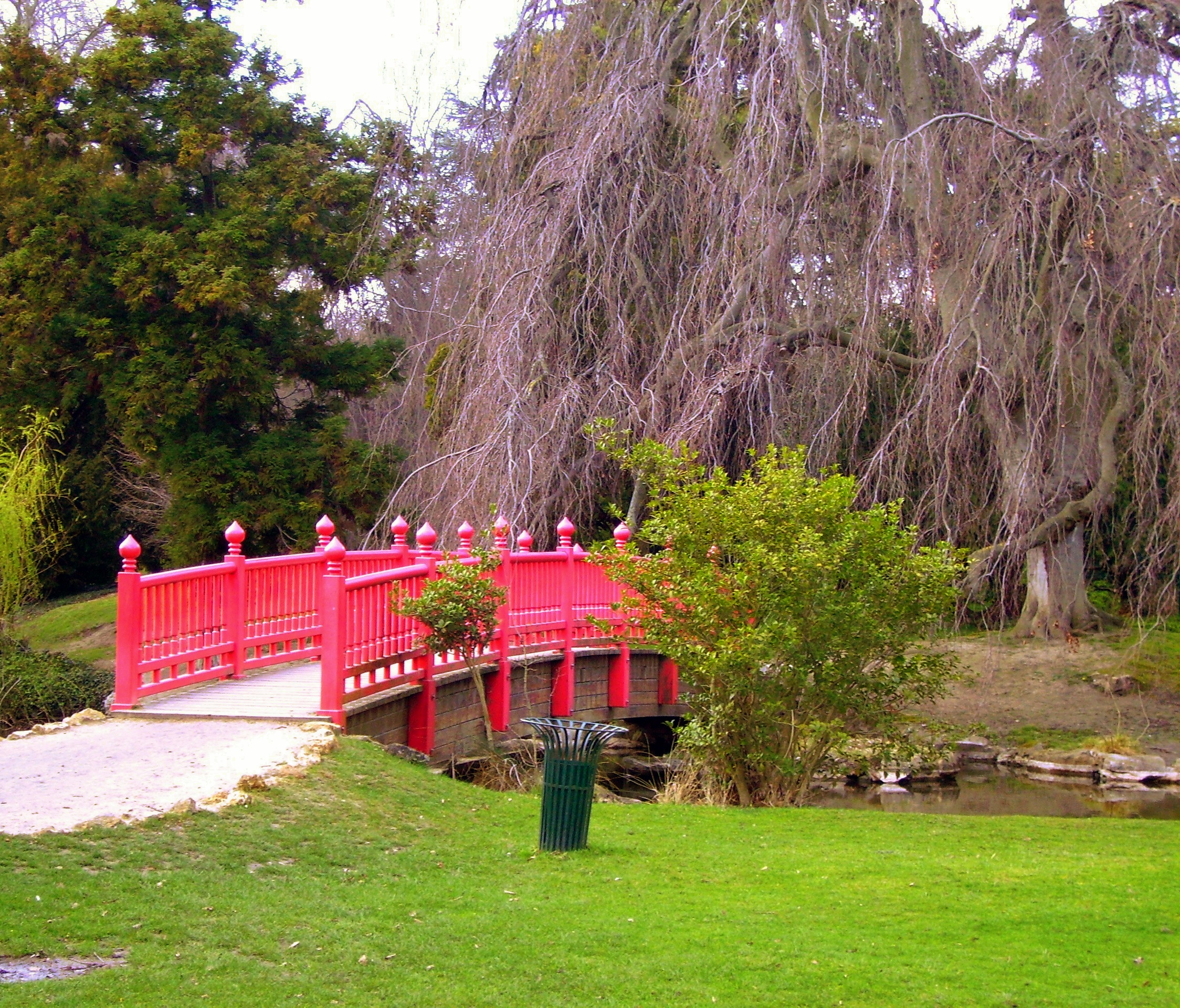
Le pont japonais (2008).
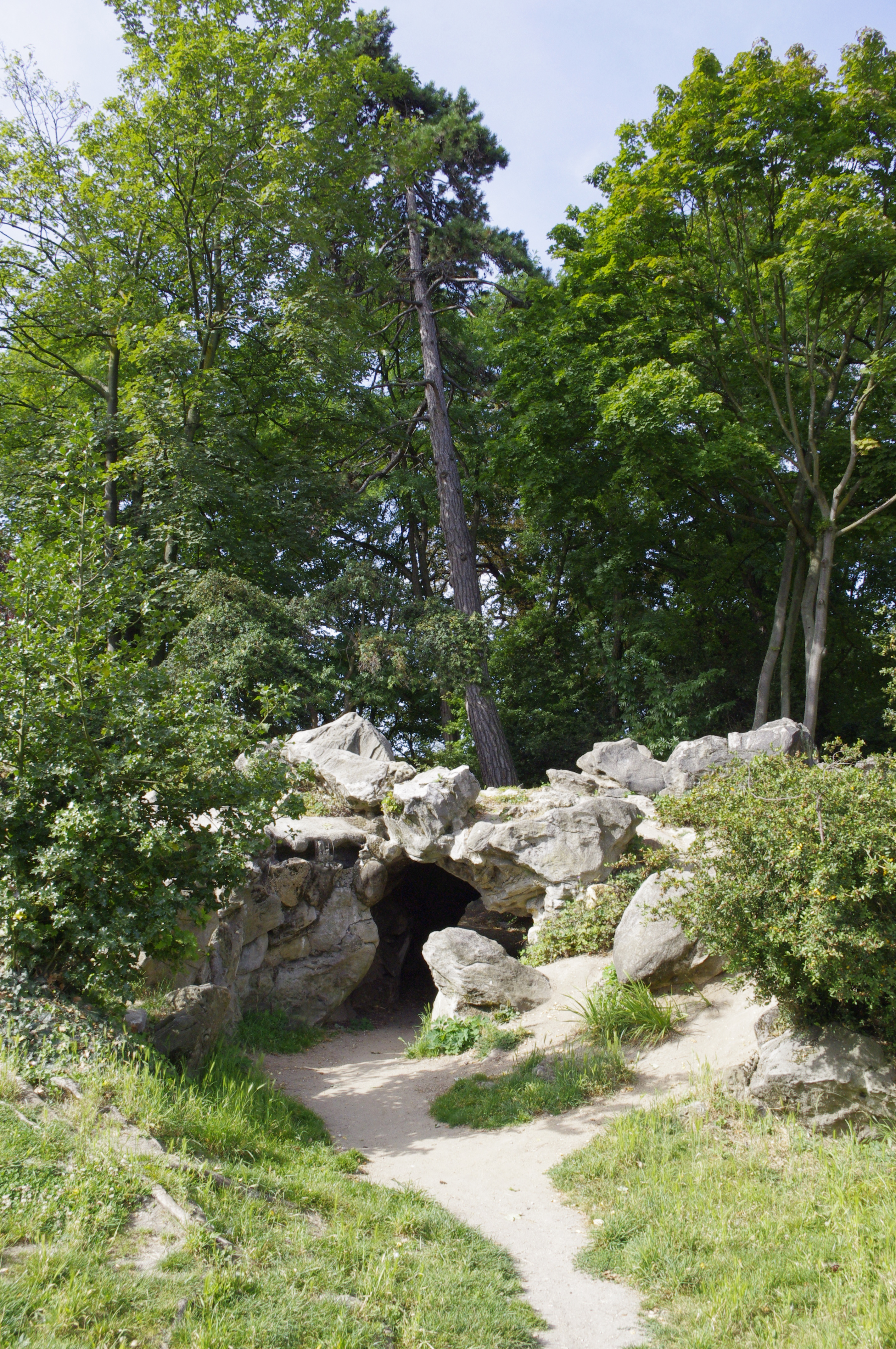
Une « grotte » (2012).
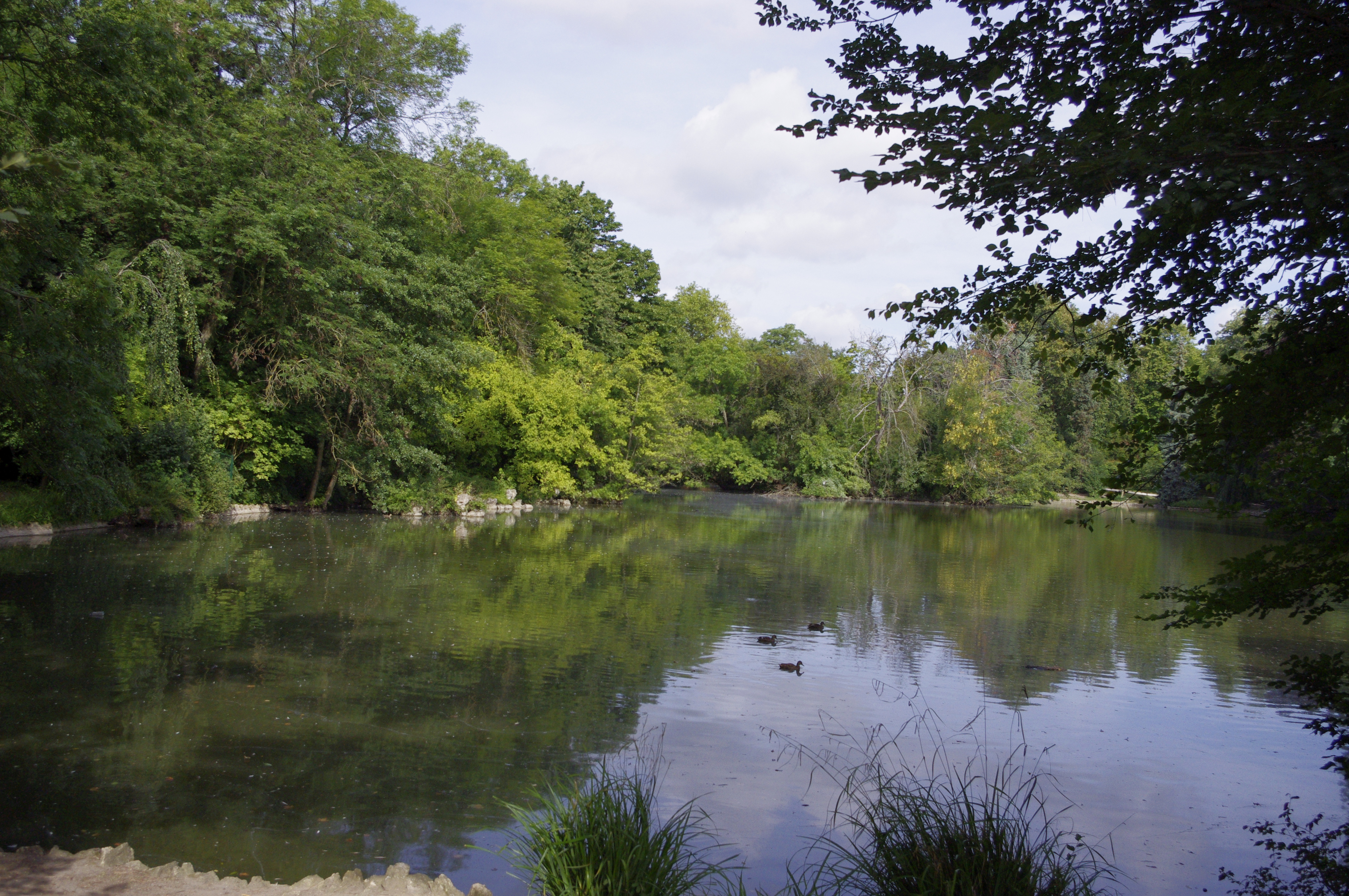
Une pièce d’eau (2012).
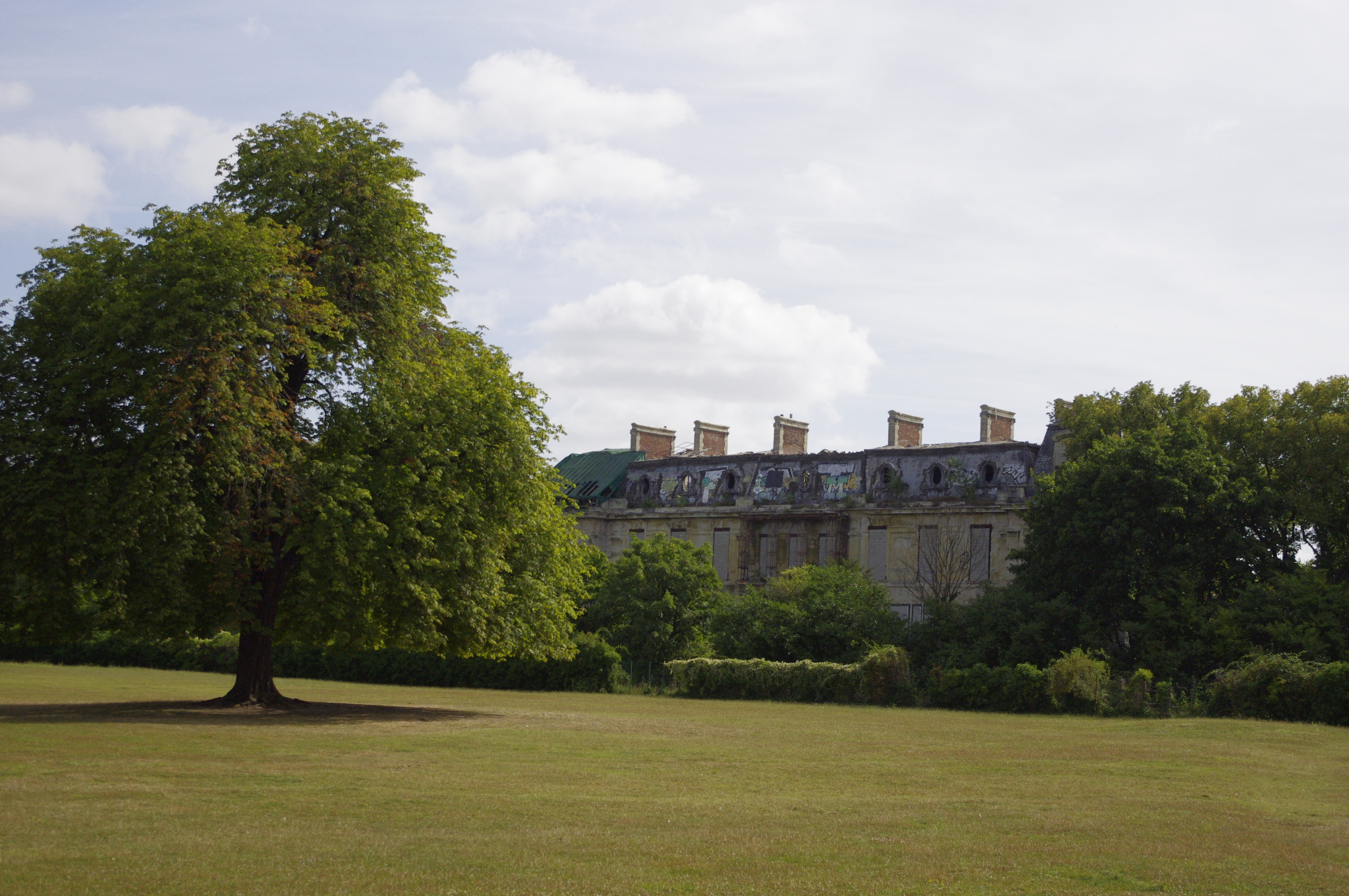
Le parc avec le château en arrière-plan (2012).